# Can Vinyals de la Torre
Can Vinyals de la Torre és un conjunt arquitectònic de les Corts format per una torre de defensa (coneguda com la Torre Rodona) i una masia amb dos cossos annexos envoltades de jardins, catalogat com a bé cultural d'interès local.

## Història
La torre deu el seu origen als programes de construcció de torres de vigilància als camins i punts estratègics de les rodalies de Barcelona que es van endegar a conseqüència de les ràtzies que va fer Almansor l'any 985. Va conservar-se inalterada durant molts segles, si bé el mas va ser reformat del tot en època gòtica.
Els propietaris més antics dels que es té constància són la família Manterols, fins que l'any 1448 va passar a mans dels Vidal. A les darreries del segle xvi i després del matrimoni d'una de les hereves de la família Vidal amb Joan Vinyals, el mas va ser heretat pel primogènit de la parella, Benet, que encarregà la segona reforma, acabada el 1610 tal com consta en una inscripció. Segons l'autora Imma Navarro, a causa de la estreta relació que tenien Emmanuel Vinyals de la Torre i Rafael de Casanova, les tropes de Felip V van incendiar la masia el 3 de febrer de 1714 com a mesura de represàlia.
Entre els anys 1925 i 1932, la finca va pertànyer a Mercè Güell i Bru, filla d'Eusebi Güell, que la vengué a Joaquim Cusí. El 1972, fou adquirida pel grup hoteler Husa, que hi va erigir l'hotel Princesa Sofia. L'abril del 1973, durant les obres de construcció de l'hotel, Llibert Piera efectuà un control i documentació arqueològica de les obres. L'any 1990, l'arquitecte Arnaldo Rodríguez Rosselló la va rehabilitar com a seu del grup.

## Descripció

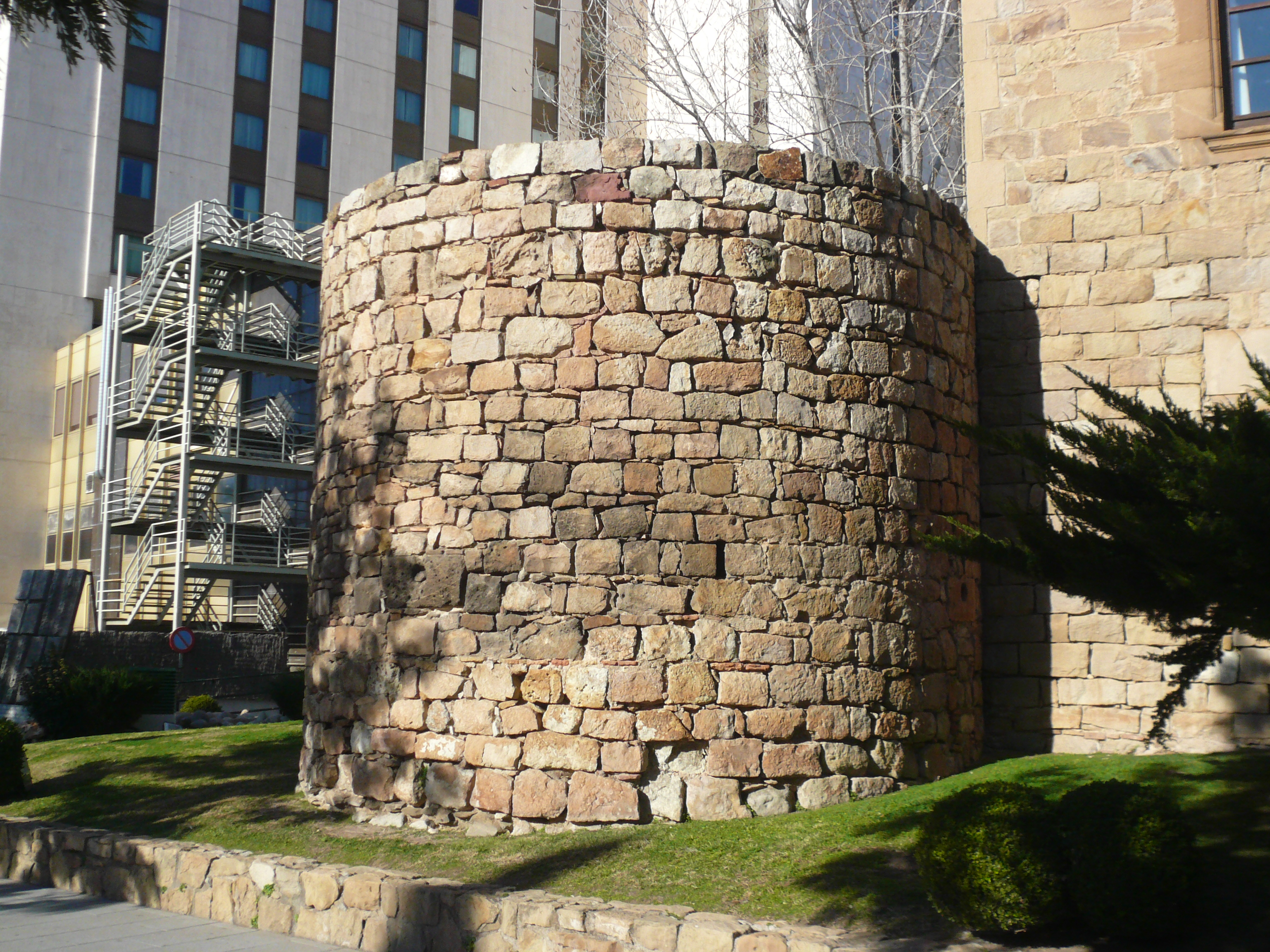
Torre Rodona

### Torre de defensa
La torre de defensa, feta amb carreus de gres i pedra calcària, té planta circular. Fins al segle xviii tenia tota l'alçada, però s'hagué d'enderrocar quasi tota perquè en perillava l'estructura. La part que es conserva és una volta esfèrica de pedres escairades, de 5,5 m de diàmetre i 4,5 m d'alçada. Originàriament s'accedia mitjançant una porta elevada, però actualment té un accés modern que comunica amb la masia. Es conserven tres espitlleres i al seu aparell, format per filades de petits carreus irregulars, s'observen elements petris reaprofitats.

### Masia
L'edifici principal és de tipologia basilical, amb el cos central més elevat i coberta a quatre vessants. Comprèn planta baixa, primer pis i golfes amb galeria. La façana principal, orientada a migdia, està configurada per carreus de pedra de mida mitjana, al contrari que la resta de les façanes fets amb pedres més petites i irregulars (excepte a les cantonades). L'accés principal e realitza per un portal adovellat, a la llinda del qual hi ha un gran carreu amb escut i la inscripció fou fet per Benet Vinyals de la Torre l'any 1610. La resta d'obertures a la planta inferior són tres finestres amb llinda de pedra tancades amb reixa de ferro. La finestra central, al costat del portal d'entrada, sembla posterior a la resta, ja que trenca l'eix distributiu de les obertures i al seu costat s'intueix la presència de la finestra original, actualment tapiada. A la planta superior, originàriament era el pis noble, hi ha un balcó just sobre del portal i tres finestres, totes elles amb brancals i ampits de pedra motllurada. Les golfes presenten una galeria amb sis finestres de mig punt fetes amb maó i replanell de pedra motllurada. El centre de la façana està presidit per un rellotge de sol. La coberta del cos central més elevat és a quatre vents, i als laterals només d'un aiguavés. L'edifici annex al nord també té coberta a quatres vents, al contrari que l'edifici annex al sud, que té coberta plana utilitzada com a terrassa. Just al davant del portal, a uns 10 m, també s'ha conservat un antic pou de pedra, amb una pica de pedra o abeurador.
Cal destacar la volta catalana de l'entrada i l'escala de cargol actual que condueix als pisos superiors.
Malgrat haver estat força reformada al llarg del temps, de l'obra gòtica encara s'hi conserven algunes de les arcades, el portal adovellat, un fragment d'imposta i una part de capitell. De la reforma barroca, un cos adossat per la banda nord. De la reconstrucció posterior a la Guerra de Successió, es recuperà l'antiga façana en tapiar-se les arcades gòtiques.